# Pałac w Buchlovicach
Pałac w Buchlovicach – barokowy pałac w Buchlovicach, w kraju zlińskim, w Czechach, 11 km od miasta Uherské Hradiště. Cały barokowy kompleks składa się z dwóch budynków pałacowych i dużego parku.
Jego historia jest ściśle związana z pobliskim zamkiem Buchlov, które stawał się coraz bardziej niewydolny pod koniec XVII wieku i dlatego Jan Dětřich z Petřwaldu postanowił zbudować nowy pałac. Pałac Buchlovice został zbudowany jako kopia włoskiej willi w stylu barokowym, przez Domenico Martinelli. Jest to jeden z najbardziej romantycznych budynków w Czechach. W 1800 stał się własnością Berchtoldów, a od roku 1945 pałac jest otwarty dla turystów.